# Holocryptis nymphula
Holocryptis nymphula là một loài bướm đêm trong họ Noctuidae.